# خلوة (روحية)
خلوة (روحية) يمكن أن يختلف معنى الخلوة الروحية باختلاف المجتمع الديني، وتعتبر جزءًا لا يتجزأ من العديد من المجتمعات الهندوسية، واليهودية، والبوذية، والمسيحية، والصوفية.
يوجد أنواع عديدة من الخلوات الروحية منها الخلوات الصحية، والخلوات العلاجية، وخلوات المغامرة، وخلوات التخلص من السموم، وخلوات اليوغا، والخلوات الدينية.
في الهندوسية والبوذية، ينظر البعض إلى الخلوات التأملية على أنها وسيلة حميمة لتعميق قوى التركيز والبصيرة. تحظى الخلوات أيضًا بشعبية في الكنائس المسيحية، وقد أسسها في شكلها الحالي القديس إغناطيوس دي لويولا (1491–1556) في كتابه الرياضيات الروحية. أصبح إغناطيوس لاحقًا شفيعًا للخلوات الروحية من قبل البابا بيوس الحادي عشر في عام 1922. يشارك العديد من البروتستانت، والكاثوليك، والمسيحيين الأرثوذكس في الخلوات الروحية وينظمونها كل عام.
الخلوات التأملية ممارسة مهمة في الصوفية، وهي الطريق الصوفي للإسلام. كتاب المعلم الصوفي ابن عربي (رسالة الأنوار) هو دليل للرحلة الداخلية ونُشر منذ أكثر من 700 عام.
بوذية
يمكن أن تكون الخلوة إما وقتًا للعزلة أو تجربة مجتمعية. تُعقد بعض الخلوات في صمت، وفي البعض الآخر قد يكون هناك قدر كبير من المحادثة، اعتمادًا على الفهم والممارسات المقبولة للمنشأة المضيفة و/أو المشارك (المشاركين). غالبًا ما تجرى الخلوات في مواقع ريفية أو نائية، إما بشكل خاص أو في مركز للخلوات مثل الدير. قد تُجرى بعض الخلوات للممارسين المتقدمين في الظلام، وهو شكل شائع من أشكال الخلوة مثل ممارسة دزوغشن المتقدمة في مدرسة نيينغما البوذية التبتية.
تتيح الخلوات الروحية وقتًا للتفكُّر أو الصلاة أو التأمل. تعتبر ضرورية في البوذية، وكانت ممارسة شائعة منذ أن أنشأ مؤسس البوذية، غوتاما بوذا، فاسا، أو خلوة موسم الأمطار. تُعرف خلوات بوذية الزن باسم سيسين.
مسيحية
يمكن تعريف الخلوة المسيحية بكل بساطة على أنها وقت محدد (من بضع ساعات إلى شهر) يقضيه المرء بعيدًا عن الحياة الطبيعية بغرض إعادة الاتصال بالله، عادةً في الصلاة. على الرغم من أن ممارسة ترك الحياة اليومية للتواصل العميق مع الله، سواء كان ذلك في الصحراء (كما هو الحال مع آباء الصحراء)، أو في أحد الأديرة، قديمة قدم المسيحية نفسها، فإن ممارسة قضاء وقت محدد مع الله هي ظاهرة أكثر حداثة، يعود تاريخها إلى عشرينيات القرن السادس عشر وتأليف القديس إغناطيوس لويولا للرياضيات الروحية. تبرر الخلوات كتابيًا بصيام يسوع في الصحراء لمدة أربعين يومًا.
نشرت جمعية يسوع (اليسوعيون) الخلوة في الكاثوليكية الرومانية، التي بدأ مؤسسها، القديس إغناطيوس لويولا، كشخص عامي، في عشرينيات القرن السادس عشر، في توجيه الآخرين لإجراء (المشاركة في) التدريبات. جاءت التمارين في شكل آخر، وعُرفت باسم «الملاحظة» التاسعة عشرة، «التي سمحت للفرد بمواصلة مهنته العادية بشرط تخصيص بضع ساعات يوميًا لهذا الغرض الخاص». كانت التمارين الروحية مخصصة للأشخاص الذين يريدون أن يعيشوا بالقرب من إرادة الله في حياتهم. في القرن السابع عشر، أصبحت الخلوات أكثر انتشارًا في الكنيسة الكاثوليكية.
لم يكن يُنظر إلى الخلوات في الأصل على أنها مناسبة للنساء، ولكن في عام 1674، أسست كاثرين دي فرانشيفيل، بدعم من اليسوعي البريتوني فنسنت هوبي، منزلًا لخلوات النساء في فان. تطور هذا إلى مجتمع من النساء العاديات، اللواتي أسسن أيضًا منزل ابنة في كامبار، لكن الثورة الفرنسية فرقتهن. ومع ذلك، اجتمع البعض لتأسيس المدارس، وإنشاء مجتمعات إضافية في إنجلترا، ولاحقًا في أيرلندا، وبلجيكا، وهولندا، وإيطاليا. تطورت هذه خلال القرن التاسع عشر، تحت اسم الخلوات، إلى جماعة دينية للراهبات. تقلصت المشاركة النشطة للأخوات في الخلوات في وقت لاحق من القرن التاسع عشر، لكنها ازدهرت مرة أخرى بعد المجمع الفاتيكاني الثاني، والتي تضمنت، من بين أنشطة أخرى، امتدادًا للمجتمع إلى تشيلي، وجنوب إفريقيا، والكاميرون، ومالي.
قدم كهنة جمعية الصليب المقدس الأنغلو كاثوليكية الخلوات الروحية إلى كنيسة إنجلترا في عام 1856، أولًا لرجال الدين، ثم لعامة المؤمنين أيضًا. استمرت هذه الخلوات خمسة أيام. عقدت الخلوات الأولى لجمعية الصليب المقدس في سرية. نشر هذه الممارسة الكهنة الأنغلو كاثوليك مثل فرانسيس هنري موراي، وألكسندر فوربس، وتوماس ثيلسون كارتر. نشرت حركة أكسفورد ممارسة الخلوة للعديد من الرجال والنساء المتدينين، مستعينة بالممارسات الكاثوليكية.  كانت خلواتهم عادةً ما بين 3-4 أيام، وتخللها الكثير من الصمت والصلاة.
في نهاية القرن التاسع عشر، وفي السنوات الأولى من القرن العشرين، بدأت الخلوات تنتشر بين الطبقات العاملة وما وراء الطبقات ذات التفاني البارز. كانت هذه الخلوات أقل تقشفًا في طابعها، وتضمنت المزيد من المحادثة والترفيه. استمرت عادةً من 1 إلى 3 أيام.
قد يكون للخلوات الروحية موضوعات مختلفة تعزز القيم، والمبادئ المسيحية، وفهم الكتاب المقدس. وقد تكون فردية أو ضمن مجموعة. الخلوات لمجموعات الشباب المسيحي شائعة، وكذلك عطلات دروس مدرسة الأحد، ومجموعات دراسة الكتاب المقدس للرجال والنساء، والرحلات الميدانية المدرسية المسيحية. تشمل المواقع الشائعة للخلوات المسيحية الكنائس ومراكز الخلوة. توفر مراكز الخلوات عادةً أماكن إقامة لليلة واحدة (مثل المقصورة أو المهجع)، والوجبات، والأنشطة، وغرف الاجتماعات، وحيز المعبد.
بعد نمو حركة كورسيلو في إسبانيا في القرن العشرين، أصبحت الخلوات المماثلة شائعة، إما باستخدام أدوات كورسيلو المرخصة أو مواد مستقلة تعتمد بشكل فضفاض على مفاهيمها، مما أدى إلى تطوير حركة الأيام الثلاثة.
الخلوات الصوفية أو الخلوة الروحية
ترجمة الخلوة هي العزلة أو الانفصال، ولكن لها دلالة مختلفة في المصطلحات الصوفية التي تشير إلى فعل التخلي عن الذات رغبة في الوجود الإلهي. في العزلة التامة، يكرر الصوفي باستمرار اسم الله باعتباره أعلى شكل من أشكال تذكر الله في التأمل. وقد تناول محيي الدين بن عربي (1165-1240 بعد الميلاد) في كتابه رسالة الأنوار المراحل التي يمر بها الصوفي في خلوته.
يقول ابن عربي: «على الصوفي أن يغلق بابه على الدنيا لمدة أربعين يومًا ويشغل نفسه بذكر الله، أي أن يظل يردد (الله الله)... ثم ينشر الله تعالى أمامه درجات الملكوت على شكل امتحان. أولًا، سيكتشف أسرار العالم المعدني. فإذا اشتغل بالذكر كشف له أسرار عالم النبات، ثم أسرار عالم الحيوان، ثم ضخ قوة الحياة في الأرواح، ثم (علامة السطح) (نور الأسماء الإلهية، بحسب عبد الكريم الجيلي، مترجم الكتاب)، ثم درجات علوم المضاربة، ثم عالم التكوين والزينة والجمال، ثم درجات القطب (روح الكون أو محوره) ثم يمنحه الحكمة الإلهية وقوة الرموز والسلطة على الحجاب وإزاحة الستار. فتتبين له درجة الحضرة الإلهية، وتنكشف الجنة (عدن) والجحيم له، ثم الأشكال الأصلية لابن آدم، عرش الرحمة. إذا ناسبه ذلك، فسيعرف وجهته. ثم يكشف له القلم، العقل الأول (كما يطلق عليه الفلاسفة الصوفيون)، ثم محرك القلم، اليد اليمنى للحقيقة. (الحقيقة: بحسب تعريف الجيلي كل شيء في الكون ما خلقه إلا الله.)»
ممارسة الخلوة يتبعها الصوفيون بانتظام، بإذن وإشراف سلطة صوفية.
يخصص الصوفيون أربعين يومًا من فترة الخلوة في الأربعين يومًا التي عينها الله لموسى كفترة صيام قبل التحدث إليه، كما هو مذكور في فصول مختلفة من القرآن. إحداها من سورة البقرة.
ما تزال الخلوة تمارس إلى اليوم بين المشايخ المعتمدين، مثل مولانا الشيخ ناظم الحقاني، ليفكا، قبرص.